# Confessions of the Fallen
Confessions of the Fallen — восьмой студийный альбом американской метал-группы Staind, выпущенный 22 сентября 2023 года. Это первый альбом с новым ударником группы Солом Жанкарелли, заменившего Джона Высоцкого в 2011. Также это первый релиз группы под лейблом BMG.

## Критический приём
| Оценки критиков | Оценки критиков |
| Источник        | Оценка          |
| --------------- | --------------- |
| AllMusic        | [ 3 ]           |
| Blabbermouth    | 8.5/10          |
| Wall of Sound   | 7/10            |

Энн Эриксон из Blabbermouth отметила, что "'Cycle of Hurting' - одна из тяжелейших песен альбома. Это эпическое месиво, приправленное искажённым измученным вокалом Льюиса, а спустя две минуты песня нам открывает впечатляющее гитарное соло"..
Издание AllMusic в своей рецензии отметило, что "подкреплённый мощными синглами 'Lowest of Me' and 'Cycle of Hurting', альбом остаётся верным вектору Staind: мрачному, тяжёлому, интроспективному и гимноподобному, с некими освежающими электронными нотками".

## Список композиций
Все тексты написаны Аароном Льюисом, вся музыка написана Staind.
| №                   | Название                    | Длительность |
| ------------------- | --------------------------- | ------------ |
| 1.                  | «Lowest in Me»              | 3:07         |
| 2.                  | «Was Any of It Real?»       | 2:51         |
| 3.                  | «In This Condition»         | 3:29         |
| 4.                  | «Here and Now»              | 3:57         |
| 5.                  | «Out of Time»               | 3:15         |
| 6.                  | «Cycle of Hurting»          | 3:49         |
| 7.                  | «The Fray»                  | 4:03         |
| 8.                  | «Better Days»               | 3:45         |
| 9.                  | «Hate Me Too»               | 3:16         |
| 10.                 | «Confessions of the Fallen» | 3:50         |
| Общая длительность: | Общая длительность:         | 35:22        |

## Участники записи
Staind
- Аарон Льюис — вокал, гитара
- Майк Машок — гитара
- Джонни Эйприл — бас-гитара
- Сол Жанкарелли — ударные